# Whiteberry
Whiteberry (ホワイトベリー?) sono stati un gruppo musicale pop rock di Kitami, Hokkaidō, Giappone.

## Discografia
Riferimenti a singoli e album

### Singoli
- YUKI, (1999)
- Whiteberry (の小さな大冒険?), (2000)
- Natsu Matsuri (夏祭り?), (2000)
- Akubi (あくび?), (2000)
- Sakura Nakimichi (桜並木道?), (2001)
- Kakurenbo (かくれんぼ?), (2001)
- Tachiiri Kinshi (立入禁止?), (2001)
- Jitensha Dorobou (自転車泥棒?), (2002)
- BE HAPPY, (2002)
- Koe ga nakunaru made (声がなくなるまで?), (2002)
- Shinjiru Chikara (信じる力?), (2004)

### Album
- After school, (1999)
- Hatsu, (2000)
- Chameleon, (2002)
- KISEKI ~ the best of Whiteberry, (2004)

## Videografia
Riferimenti videografia

### Videoberry 1 (2000)
| # | Musique                          |
| - | -------------------------------- |
| 1 | Tsuugakuro                       |
| 2 | YUKI                             |
| 3 | Whiteberry no chiisana daibouken |

### Videoberry 2 (2000)
| # | Musique       |
| - | ------------- |
| 1 | Natsu Matsuri |
| 2 | Akubi         |
| 3 | Negai hoshi   |

### Videoberry 3 (2002)
| # | Musique            |
| - | ------------------ |
| 1 | Sakura namikimichi |
| 2 | Kakurenbo          |
| 3 | Taiiri kinshi      |

#### Videoberry Final (2004)
| #  | Musique                          |
| -- | -------------------------------- |
| 1  | Tsuugakuro                       |
| 2  | YUKI                             |
| 3  | Whiteberry no chiisana daibouken |
| 4  | Natsu Matsuri                    |
| 5  | Akubi                            |
| 6  | Sakura namikimichi               |
| 7  | Kakurenbo                        |
| 8  | Taiiri kinshi                    |
| 9  | Jitensha dorobou                 |
| 10 | Shinjiru chikara                 |
| 11 | Haru no koi no uta               |